# NGC 2764
NGC 2764 is een lensvormig sterrenstelsel in het sterrenbeeld Kreeft. Het hemelobject werd op 16 februari 1784 ontdekt door de Duits-Britse astronoom William Herschel.

## Synoniemen
- UGC 4794
- MCG 4-22-17
- ZWG 121.24
- IRAS09054+2138
- PGC 25690